# Francesco Giangreco

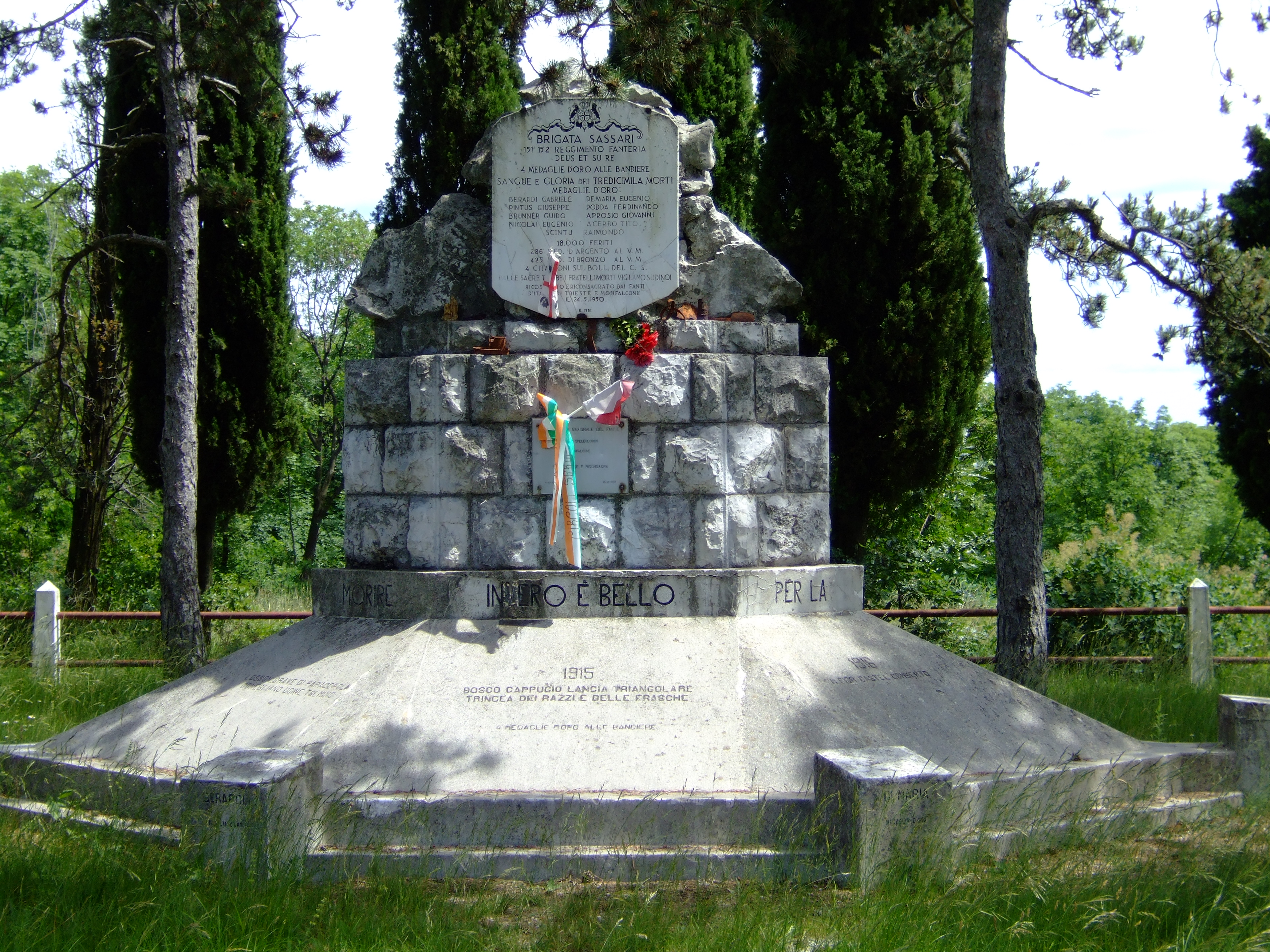
Monument Eerste Wereldoorlog in San Martino del Carso, Noord-Italië

Francesco Giangreco (Avola, 23 september 1891 – Catania, 9 oktober 1980) was een generaal van het Koninklijk Italiaans Leger en afkomstig uit Sicilië. Hij vocht in de Eerste en Tweede Wereldoorlog. 
Giangreco was bekend als de officier die de executie van de dichter Giuseppe Ungaretti tegenhield; Ungaretti schreef over zichzelf dat de loopgraven van de Eerste Wereldoorlog van hem een dichter gemaakt hebben.

## Levensloop
Giangreco was afkomstig van de provincie Syracuse op Sicilië. 
In mei 1915 werd hij gemobiliseerd voor de Eerste Wereldoorlog. Hij trad toe tot de infanterie. De frontlinie lag in Noord-Italië. Giangreco vocht in de veldslagen aan de Isonzo. Hij had de graad van luitenant en maakte deel uit van het 19e Infanterieregiment in de Brigade Brescia. Hij had het een bevel over een compagnie in de veldslag van Gorizia. Een van de soldaten werd door zijn medesoldaten verklikt als landverrader: het ging om Giuseppe Ungaretti, de later bekende dichter en schrijver. De medesoldaten vonden het ongepast dat Ungaretti ’s nachts gedichten schreef en door zijn kaarslicht het vijandig vuur van de Oostenrijkers aantrok. Giangreco vernietigde het bevel tot executie. De beide mannen bleven de rest van hun leven bevriend. In 1918 vocht Giangreco verder aan de zijde der Fransen aan de Marne. 
Na de oorlog was hij gekazerneerd in Italiaans-Libië, bij het koloniale leger aldaar.
Giangreco voltooide de studies aan de Scuola di Guerra in Turijn. In 1925 volgde een bevordering tot majoor. Giangreco bleef actief in de infanterie, terwijl hij daarnaast lesgever was aan de Regia Guardia di Finanza. Hij doceerde Militaire Kunst en Geschiedenis. Binnen het leger gaf hij les aan de Militaire School in Rome, waar hij in 1939 benoemd werd tot commandant van de Militaire School. Hij werd in deze periode bevorderd tot de graad van kolonel.
Na het uitbreken van de Tweede Wereldoorlog werd Giangreco van Rome naar Bologna gestuurd. In 1942 werd hij bevorderd tot brigadegeneraal en overgeplaatst naar Dalmatië. Hij maakte deel uit van de legerdivisie Zara met commandopost in Zara (1942-1943). Giangreco voerde het bevel over de sector Knin op een honderdtal km van Zara. Volgens zijn notities bestonden zijn troepen uit een mengeling afkomstig van verschillende Italiaanse legereenheden (1943); deze heterogene groep was dan nog aangevuld met vrijwilligers uit Servië, Kroatië en Montenegro. Deze laatsten waren vijanden van de partizanenleider Tito en waren Italiaansgezind. In 1943 werd de fascistische Italiaanse Sociale Republiek uitgeroepen, die een marionettenstaat was van Nazi-Duitsland. Deze republiek gaf het bevel aan alle troepen in en rond Zara om aan te sluiten bij de Duitsers die in de Balkan oprukten tegen de partizanen. Giangreco weigerde, daar hij trouw bleef aan de Italiaanse Kroon. 
Duitse soldaten arresteerden hem en door een misverstand ontsnapte generaal Giangreco aan de doodstraf. De Duitsers sloten hem op in Polen, meer bepaald in Offizierlager 64/Z in Skoki. Hier trof Giangreco andere Italiaanse officieren aan die de nazi’s hadden opgepakt (1943). Nog in 1943 werd Giangreco overgebracht naar het concentratiekamp Flossenbürg in Beieren en nadien naar het concentratiekamp Dachau. Hij overleefde het vernietigingskamp bij de bevrijding door de Geallieerden.
Na de oorlog werd het koninkrijk Italië een republiek. Giangreco leidde een teruggetrokken leven in Catania op Sicilië, waar hij stierf (1980). De notities die hij maakte tijdens zijn opsluiting in Skoki, Polen, zijn terecht gekomen in het militair archief in Rome. Op zijn vraag ligt hij begraven op een van de slagvelden in Noord-Italië, in San Martino del Carso.

## Eretekens
Giangreco werd na de Eerste Wereldoorlog vereerd met meerdere eretekens. Het ging onder meer over Commandeur in de Orde van de Kroon, ridder in de Orde van Sint-Mauritius en Sint-Lazarus, twee Zilveren medailles voor Dapperheid en de Overwinningsmedaille.

## Dichter en schrijver Giusepe Ungaretti
Ungaretti en Giangreco schreven elkaar geregeld. Een van de thema’s in de werken van Ungaretti was zijn doodsangst in de loopgraven. Op de vraag van Giangreco om een herdenkingsdienst in 1963 bij te wonen in Noord-Italië ging Ungaretti niet in.